# Dumbrăveni (Constanța)
Dumbrăveni es una comuna rumana del condado de Constanța.

## Geografía
La comuna se encuentra ubicada en la región de Dobruja septentrional.

## Historia
Hacia comienzos del siglo XX, la comuna, que ya por entonces pertenecía al condado de Constanța, estaba compuesta por las localidades de Hairan-Chioi (la capital), Demircea, Schender, Malcoci, Cara-Aci-Sarapcea, Baş-Punar, Sevendic y Atisadîc y tenía contabilizada una población de 613 habitantes.
En la segunda mitad del siglo XX la comuna había pasado a estar formada por las localidades de  Dumbrăveni y Furnica. En el censo de 2021 la comuna tenía una población de 453 habitantes.